# Brilhantina

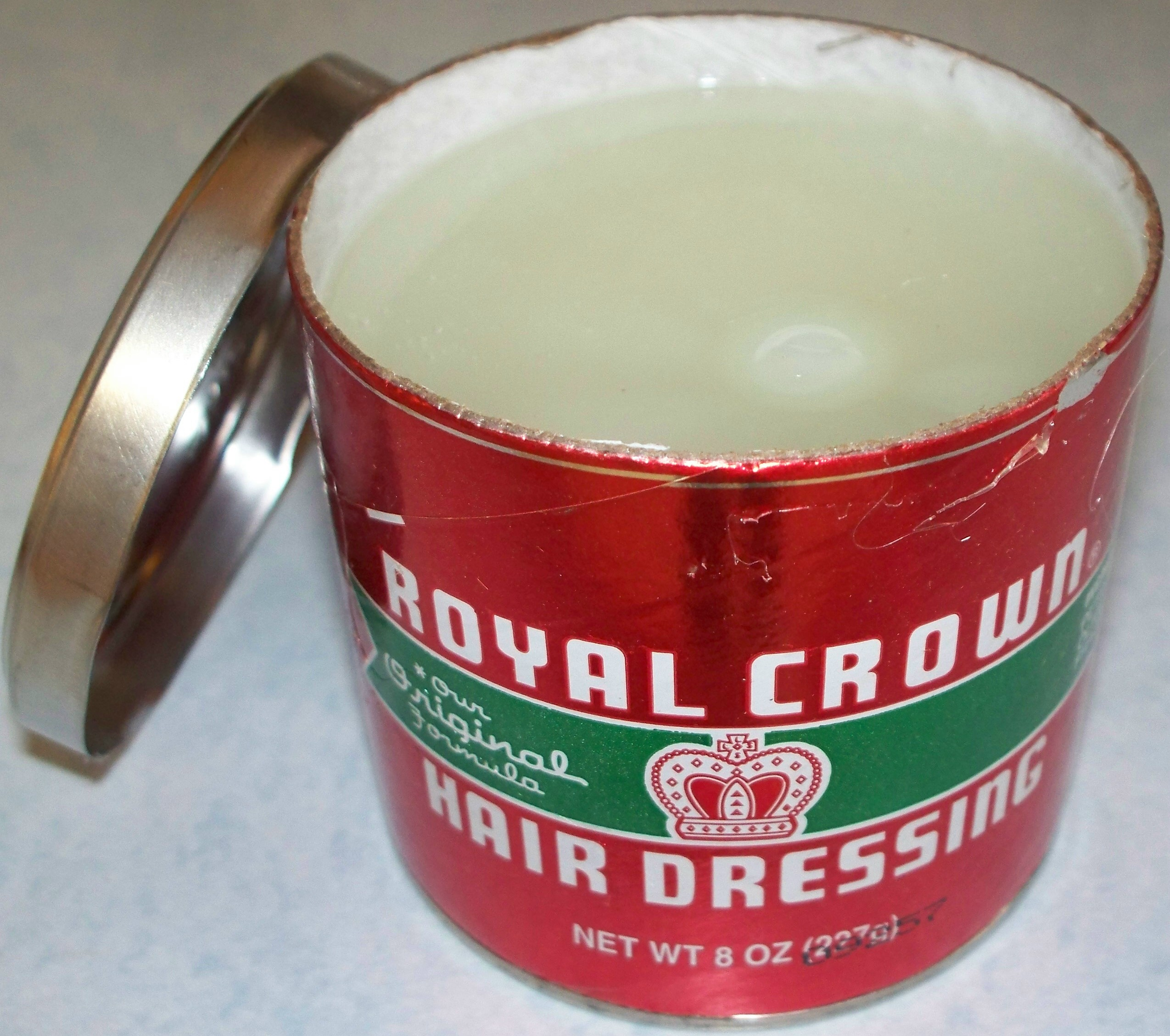
Um pote de brilhantina.

A brilhantina é um cosmético apresentado na forma de pomada utilizada para modelar o cabelo. Sua composição é de basicamente parafina líquida, vaselina, essência e óleo mineral.
Sua utilização se deu em larga escala até os anos 70, tendo o seu auge na década de 50, servindo de nome para o musical "Grease", que literalmente significa brilhantina em inglês, marcando definitivamente o visual da época.
Seu uso foi substituído por outros produtos, como gel fixador e mousse para cabelos. As principais reclamações contra a brilhantina eram o aspecto gorduroso que dava ao cabelo e o visual "engomado" ou "boi-lambeu", gíria esta muito utilizada no Brasil.
A brilhantina vem sendo reativada pelos fãs do rock'n'roll e cantores "rockabilies", que se vestem e se arrumam exatamente como os ídolos das décadas de 50 e 60, com seus cabelos brilhosos e com altos e impecáveis topetes.
A brilhantina também é o nome dado a espermatocele translúcida, onde o urologista constata essa condição ao realizar o teste de aplicar a luz de uma lanterna contra o nódulo e o nódulo brilha em tom avermelhado.